# James Cook
James Cook, född 27 oktober 1728 i Marton nära Middlesbrough, North Yorkshire, död 14 februari 1779 vid Kealakekua Bay nära Kailua-Kona på ön Hawaii, var en brittisk kommendörkapten, navigatör och upptäcktsresande som utforskade Kanadas kust (1759, 1763–1767) och genomförde tre expeditioner till Stilla havet (1768–1771, 1772–1775, 1776–1779).

## Uppväxt och inledande karriär
Cook var son till en lantarbetare från Skottland. När James fortfarande var barn blev fadern rättare på ett gods. Cook visade tidigt begåvning och faderns arbetsgivare betalade hans skolgång i den lokala skolan tills han var tolv år gammal. De tidiga tonåren tillbringades i jordbruket med fadern, men en kort lärlingsperiod i en handelsbod norr om Whitby gjorde att han kom i kontakt med skepp och hav.
Vid arton års ålder blev han styrmanslärling hos redaren John Walker från Whitby och lärde sig sjömansyrket och navigationskonsten i nordsjö- och östersjöfart. Under denna tid bedrev han även självstudier i matematik och blev slutligen styrman. 1755 blev han erbjuden kofferdiskepparposten på en bark, ett utmärkt karriärtillfälle, men valde istället att ta värvning som volontär i Royal Navy. I flottan påmönstrades han som välbefaren matros. Inom kort blev han befordrad till understyrman och efter två års tjänst till ansvarsstyrman.
Under det brittisk-franska sjuårskriget (1756–63) blev han chef på ett erövrat fartyg och deltog vid belägringen av Louisbourg i Nova Scotia och ett framgångsrikt sjöanfall mot Québec. Han utforskade Saint Lawrencefloden vilket bidrog till general Wolfes framgångsrika landstigning där. Efter kriget utnämndes han till "marine surveyor of the coast of Newfoundland and Labrador" (officiell sjömätare för Newfoundland) och chef på skonaren Grenville i vilken han utforskade Newfoundlands kust. Under vintrarna arbetade han med sina sjökort.

## Expeditionerna till Stilla havet

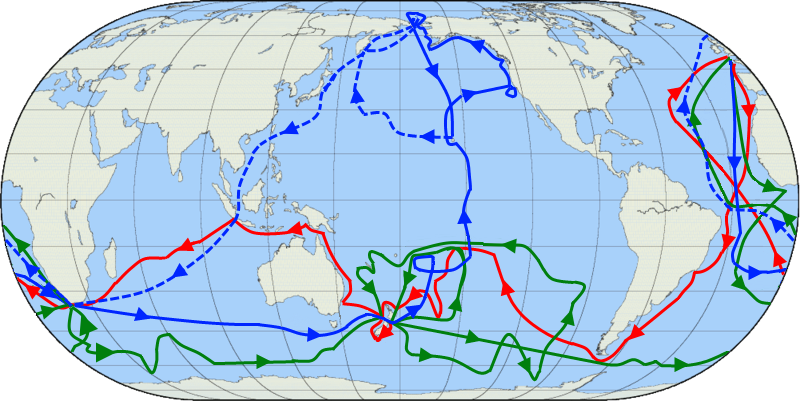
Cooks tre resor: röd = Första resan, grön = andra resan, blå = tredje resan, blå streckad linje = tredje resan efter Cooks död

### Första expeditionen (1768–1771)
Initiativet till första expeditionen togs av Royal Society. Cook, som vid 40 års ålder fortfarande var en ganska okänd person, befordrades från ansvarsstyrman till löjtnant och blev fartygschef på barken HMB Endeavour. Expeditionen gick ut på att transportera medlemmar av Royal Society till Tahiti så de kunde observera Venus passage över solen. Sedan skulle man söka efter Terra Australis, en kontinent som dåtidens filosofer trodde fanns på södra halvklotet som motvikt till landmassorna på nordsidan av jordklotet. Ledare för vetenskapsmännen var den då 26-årige Joseph Banks; han assisterades av den svenske botanikern Daniel Solander, astronomer och illustratörer.
På resan till Stilla havet stannade expeditionen tre veckor i Rio de Janeiro för att reparera fartyget och för att proviantera. I januari 1769 seglade skeppet förbi Eldslandet och med lite tur passerade de lite senare Kap Horn. När expeditionen i april 1769 kommit till Tahiti och utfört sitt huvuduppdrag började segla åt syd och sydväst. Man fann Nya Zeeland vars kuster kartlades på sex månader. Därefter korsade man Tasmanska havet och kom till Australiens sydöstkust varefter man seglade norrut och utforskade Australiens östkust. I juni 1770 strandade fartyget på Stora barriärrevet och var nära att sjunka men efter en nödtorftig reparation hittade de en lucka i revet som idag bär namnet Cookpassagen. Efter att ha seglat till Batavia (Jakarta) för att proviantera återvände de till England. Den 13 juli 1771 satte Cook sin fot åter på brittisk mark och tre dagar senare ankrade HMS Endeavour i Woolwich. Cook blev introducerad hos kungen Georg III som befordrade honom till kommendörkapten.

### Andra expeditionen (1772–1775)

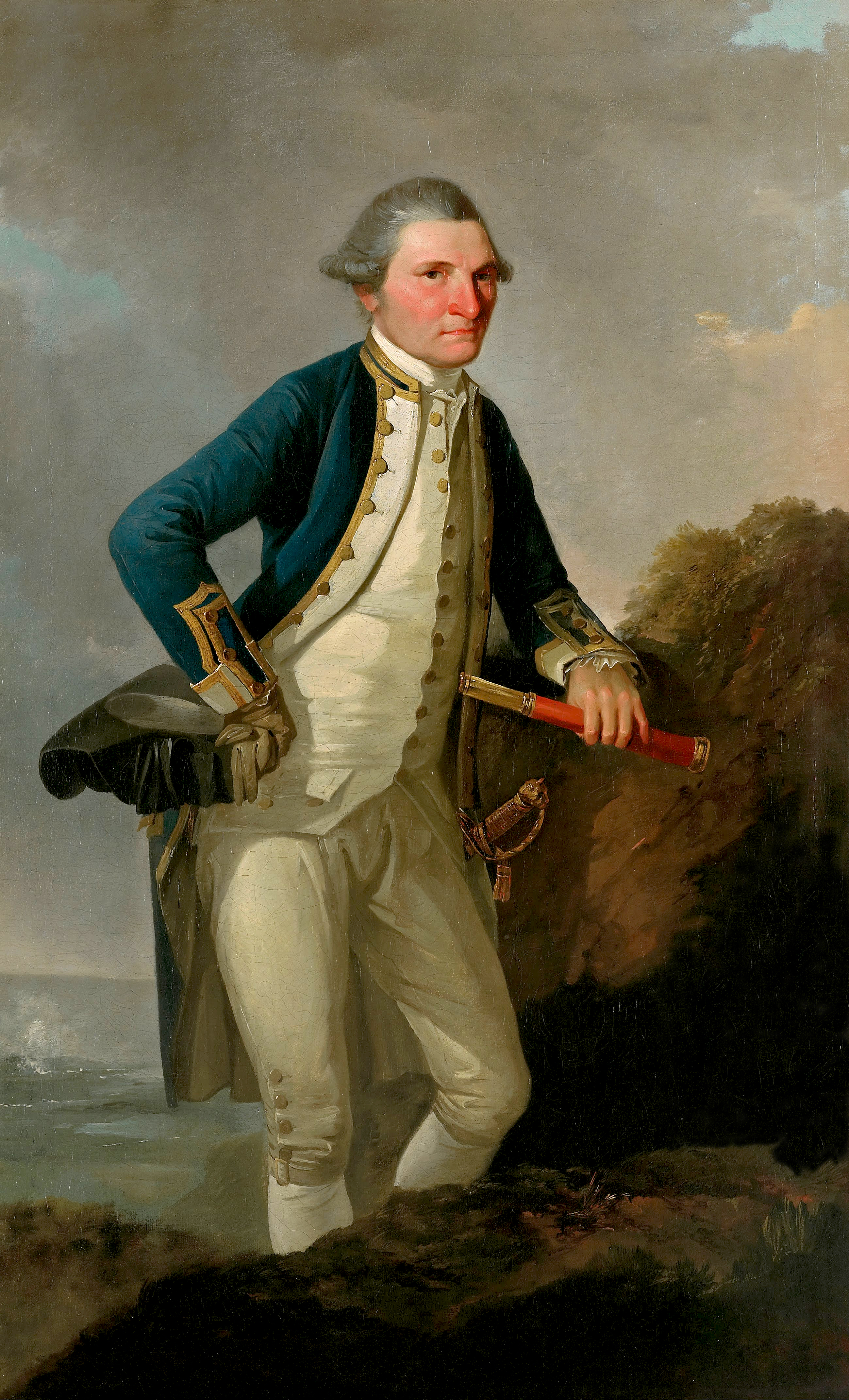
James Cook 1776.

Cooks skrifter om första resan utgavs i början inte av honom själv på grund av "bristande litterär kvalitet". Istället skrevs berättelsen av författaren Dr. John Hawkesworth som blandade Cooks och Banks dagböcker med egna åsikter. Cooks egna dagböcker från första resan publicerades först 1836. Kritiken träffade däremot Cook, och några geografer som till exempel Alexander Dalrymple ansåg att Cook inte hade utforskat området tillräckligt. Amiralitetet planerade därför för en andra expedition.
Vid andra resan (1772–1775) var han den förste som passerade södra polcirkeln och fann Sydgeorgien och Sydsandwichöarna. Det var andra gången någon seglade österut världen runt.
Huvudsyftet med expeditionen var att hitta Terra Australis. Cook hade genom att segla söder om Nya Zeeland visat att Nya Zeeland inte var en utstickare av en större kontinent. Man visste, då Cook kartlagt Australien, att det rörde sig om en kontinent men medlemmarna i Royal Society trodde att man skulle finna en större kontinent längre söderut. Sålunda färdades man söder om Australien och den 17 januari 1773 blev han den förste som passerade södra polcirkeln. I dimmorna kring Antarktis kom man bort från HMS Adventure och fick fortsätta med bara HMS Resolution.
Cook nådde nästan Antarktis, men vände istället norrut till Tahiti för att proviantera. Därefter gjordes ett andra försök att hitta Terra Australis. På hemvägen landsteg han på Vänskapsöarna (Tonga), Påskön, Norfolkön, Nya Kaledonien och Nya Hebriderna.

### Tredje expeditionen (1776–1779)
Innan Cook företog sin tredje expedition blev han befordrad från kapten till kommendörkapten. I juli 1776 avseglade Cook med skeppen Resolution och Discovery. Syftet med resan var att från Berings sund försöka finna Nordvästpassagen. Uppdraget misslyckades men man upptäckte flera öar i södra Stilla Havet samt Hawaii som han kallade Sandwichöarna. Efter att ha stoppats av isen i norr återvände expeditionen till Hawaii för att övervintra. En konflikt med lokalbefolkningen ledde till att Cook dödades på stranden vid Kealakekua Bay på huvudön Hawaii den 14 februari 1779.

## Eftermäle
Utöver alla sina upptäckter blev Cook känd för att undvika alla sjösjukdomar som skörbjugg. Genom att använda astronomiska mätningar revolutionerade han sin tids navigationsmetoder.
Nedslagskratern Cook på månen och asteroiden 3061 Cook är uppkallade efter honom.
Apollo 15 valde att döpa kommandomodulen till Endeavour efter Cooks skepp HMS Endeavour, även rymdfärjan Endeavour döptes efter skeppet . Rymdfärjan Discovery döptes även den efter ett av Cooks skepp HMS Discovery.

## Familj
Cook gifte sig 1762 med Elisabeth Batts och de hade sex barn tillsammans. Alla barn dog tidigt och ingen blev äldre än 31 år. Hon fick efter makens död en årlig pension av 200 pund från amiralitetet. 200 pund år 1800 motsvarar ett inkomstvärde av 175 000 pund år 2014.